# Кървав диамант
„Кървав диамант“ (на английски: Blood Diamond) е американски филм от 2006 година, драма. Филмът е режисиран и копродуциран от Едуард Дзуик, участват Леонардо ди Каприо, Дженифър Конъли, Джимон Хонсу, Майкъл Шийн и Арнолд Вослу. Заглавието е наименование на т.нар. кървави диаманти – диаманти, добити в конфликтните африкански региони (най-вече в Западна Африка), печалбите от които се използват за поддържане на конфликти чрез купуване на оръжия и материали за въоръжени групировки или правителствени военни части. Филмът е номиниран за пет награди Оскар, вкл. най-добър актьор (ди Каприо) и най-добра поддържаща роля (Хонсу).

## Сюжет
Внимание:  Текстът по-долу разкрива сюжета на произведението (или части от него)!
Действието се развива по време на гражданската война в Сиера Леоне (1996 – 1997). Соломон Ванди (Хонсу) е рибар от малкото село Шенге, което бива нападнато от бунтовническата групировка Обединен Революционен Фронт. Бунтовниците опожаряват селото, избиват и осакатяват част от жителите му, а останалите, сред които и Соломон, са пленени и накарани насила да работят в диамантена мина под контрола на групировката и военния бос капитан Пойзън (Дейвид Хеърууд), където се добиват скъпоценни камъни с цел закупуване на оръжия. Съпругата, синът и дъщерята на Соломон успяват да се спасят, но при атака в друго село синът Дия е отвлечен от ОРФ и бива обучен да убива и измъчва, по подобие на останалите бунтовници.
По време на работата си в мината, Соломон открива голям розов диамант. Желаейки да скрие диаманта, той се преструва, че е в нужда и отива в близък храсталак, където заравя диаманта. Капитан Пойзън обаче разбира за това негово действие, но атака на правителствените войски осуетява желанието му да изрови камъка. След атаката както Соломон, така и раненият капитан, са отведени в затвор във Фрийтаун. В същия затвор лежи и Дани Арчър (ди Каприо), родезиец (Зимбабве) и контрабандист на необработени диаманти, който бива хванат при поредния си опит да изнесе нелегално камъни в Либерия за полковник Куутци. В затвора капитан Пойзън разкрива пред всички историята за диамантът на Соломон. Дани успява да уговори освобождаването си от затвора, но заинтригуван от тази история, решава да уреди и свободата на Соломон. Двамата биват пуснати на свобода с помощта на полковник Куутци (Вослу), бивш командир на Дани в 32-ри батальон по време на Южноафриканската гранична война и снабдител на нелегални диаманти за южноафриканския диамантен магнат Ван де Каап (Мариус Вейерс).
Соломон и Дани се срещат с Мади Боуен (Конъли), американски журналист. Тя помага на Соломон да открие семейството си, но разбира, че Дани иска диамантът за себе си и желае да го използва, за да напусне завинаги Африка. Мади отказва да му даде допълнителна информация и иска Дани да ѝ обещае, че Соломон и семейството му ще получат печалба от камъка, и желае информация за каналите за трафик на кървави диаманти и участието на големите корпорации в търговията с тях. Дани обяснява цялата схема, която включва изкупуване на огромни количества диаманти и съхраняването им в сейфове, за да се поддържа цената им изкуствено висока. Според него ако тази информация стане публична, Ван де Каап ще бъде сринат. Междувременно огромна бунтовническа войска навлиза във Фрийтаун и опожарява града, принуждавайки тримата да избягат. Те се присъединяват към конвой от други чужди журналисти, които обаче биват нападнати и избити, и така Дани, Мади и Соломон отново трябва да се спасяват от бунтовниците, този път при полковник Куутци в лагера на неговата наемническа военна част.
Мади се качва на самолет, който изнася бежанците извън страната, разделяйки се с Дани и Соломон, които впоследствие тръгват сами към диамантената мина, за да намерят камъка. В мината Соломон открива сина си, но Дия – вече с промит мозък – го отхвърля. Капитан Пойзън нарежда на Соломон да му покаже къде е скрил диаманта, но преди това да се случи мината е нападната от Ми-24 на наемническия батальон на полковник Куутци, който също търси камъка. В хаоса на нападението, Соломон убива Пойзън с лопата, а Дани открива вразумилия се Дия и го спасява от огъня на вертолета. Дани, който предварително се споразумява с полковника да намери камъка, убеждава Соломон да го изрови. Отивайки в храстите където се намира диамантът, Дани осъзнава, че полковникът ще вземе камъка и след това ще убие него и Соломон. В отчаян опит да се спасят, Соломон грабва автоматът на Куутци, а Дани обезоръжава един от охраняващите го войници, убивайки другите наемници (вкл. Куутци) с оръжието му. Взимайки оборудване от един от убитите войници, Арчър разбира, че е прострелян ниско в гърдите, но скрива това и заедно със Соломон и Дия се насочва към близка писта, където трябва да кацне самолет с който тримата да напуснат страната. Пилотът на самолета казва на Арчър да изгуби Соломон и Дия, защото не са му нужни.
Бягайки от преследващите ги наемници, Дани започва да изпитва трудности в дишането и губи кръв. Разбирайки, че няма да е способен да се изкачи до върха на платото, където се намира пистата, той дава пистолета си на Соломон и му казва да заплаши с него пилота, ако последният откаже да ги качи. Те се разделят, а Дани остава сам и започва да се отбранява с автомат от приближаващите наемници. Той успява да ги отблъсне за кратко и през това време се обажда на Мади чрез сателитен телефон. Той ѝ казва да чака Соломон и Дия в Конакри, и че е щастлив, че я е срещнал. Дани умира спокойно, гледайки красивия залез над африканските планини.
С помощта на Мади, Соломон пристига в Лондон със семейството си, където продава и диаманта за 2 милиона паунда на Симънс, сътрудник на Ван де Каап. Мади тайно заснема сделката и публикува обширна статия за търговията на световните компании за скъпоценности с кървави диаманти и сътрудничеството на магнатите с престъпници при експлоатацията на природните богатства с цел война и печалби. Ван де Каап и компанията му се сриват, а вследствие на разкритията се учредява т.нар. Схема за сертификация на процеса Кимбърли, която цели да елиминира търговията с кървави диаманти. Преди да разкаже своята история на учредителното ѝ събрание, Соломон поглежда статията на Мади и вижда снимка на Дани, направена докато тримата са бягали от бунтовниците.

## Актьорски състав
- Леонардо ди Каприо – Дани Арчър
- Джимон Хонсу – Соломон Ванди
- Дженифър Конъли – Мади Боуен
- Кагисо Кайперс – Дия Ванди
- Арнолд Вослу – полковник Куутци
- Антъни Коулман – Кордел Браун
- Бену Мабхена – Джаси Ванди
- Анойнтинг Лукола – Няанда Ванди
- Дейвид Хеърууд – капитан Пойзън
- Базил Уолъс – Бенджамин Капаней
- Джими Мистри – пилот
- Майкъл Шийн – Рупърт Симънс
- Мариус Вейерс – Рудолф Ван де Каап
- Ато Есандо – командир Рамбо

## Саундтрак
Саундтракът на филма е дело на Джеймс Нютън Хауърд и е с времетраене 61 минути. През 2008 година печели награда БРИТ за най-добър саундтрак.
| No. | Заглавие                         | Времетраене |
| --- | -------------------------------- | ----------- |
| 1   | "Blood Diamond Titles"           | 1:32        |
| 2   | "Crossing the Bridge"            | 1:41        |
| 3   | "Village Attack"                 | 1:52        |
| 4   | "RUF Kidnaps Dia"                | 3:02        |
| 5   | "Archer & Solomon Hike"          | 1:55        |
| 6   | "Maddy & Archer"                 | 1:56        |
| 7   | "Solomon Finds Family"           | 2:09        |
| 8   | "Fall of Freetown"               | 4:45        |
| 9   | "Did You Bury It?"               | 1:36        |
| 10  | "Archer Sells Diamond"           | 1:40        |
| 11  | "Goodbyes"                       | 2:40        |
| 12  | "Your Son is Gone"               | 1:21        |
| 13  | "Diamond Mine Bombed"            | 1:31        |
| 14  | "Solomon's Helping Hand"         | 4:11        |
| 15  | "G8 Conference"                  | 2:36        |
| 16  | "Solomon & Archer Escape"        | 2:12        |
| 17  | "I Can Carry You"                | 1:30        |
| 18  | "Your Mother Loves You"          | 2:24        |
| 19  | "Thought I'd Never Call?"        | 3:56        |
| 20  | "London"                         | 2:38        |
| 21  | "Solomon Vandy"                  | 2:11        |
| 22  | "Ankala"                         | 4:12        |
| 23  | "Baai"                           | 4:37        |
| 24  | "When Da Dawgs Come Out to Play" | 3:19        |

## Критическа оценка
Кървав диамант получава много добра оценка както от критиците, така и от публиката. Сайтът Rotten Tomatoes дава на филма средна оценка 64% (6,4/10), базирайки се на 127 позитивни отзива от общо 203. В IMDb филмът е оценен с 8,0/10. Критикът от Чикаго Сън Таймс определя Кървав диамант като достоен за награда Оскар за най-добър филм.
Потребителската му оценка в Cinefish също е висока – 4,5 от 5.

## Награди и номинации
| Категория                          | Номиниран(и)                | Резултат                    |
| Оскар (25 февруари 2007 г.)        | Оскар (25 февруари 2007 г.) | Оскар (25 февруари 2007 г.) |
| ---------------------------------- | --------------------------- | --------------------------- |
| Най-добър звук                     | Най-добър звук              | номинация                   |
| Най-добър звуков монтаж            | Най-добър звуков монтаж     | номинация                   |
| Най-добър филмов монтаж            | Стивън Розенблум            | номинация                   |
| Най-добра мъжка роля               | Леонардо ди Каприо          | номинация                   |
| Най-добра поддържаща мъжка роля    | Джимон Хонсу                | номинация                   |
| Златен глобус (15 януари 2007 г.)  |                             |                             |
| Най-добър актьор в драматичен филм | Леонардо ди Каприо          | номинация                   |
| Сателит (18 декември 2006 г.)      |                             |                             |
| Най-добър актьор в драматичен филм | Леонардо ди Каприо          | номинация                   |

## Реплики
- | „          | Понякога си мисля дали Бог ще ни прости за всичко, което сме си причинили...и когато се огледам, разбирам...че Бог отдавна е напуснал това място. | “ |
| Дани Арчър | |   |